# Coelorinchus shcherbachevi
Coelorinchus shcherbachevi és una espècie de peix de la família dels macrúrids i de l'ordre dels gadiformes.

## Hàbitat
És un peix d'aigües profundes que viu entre 790-835 m de fondària.

## Distribució geogràfica
Es troba al sud de Nova Caledònia.